# Luca Manfredi
Luca Manfredi (Roma, 27 dicembre 1958) è un regista e sceneggiatore italiano.

## Biografia
Figlio di Nino Manfredi e dell'ex modella Erminia Ferrari, si diploma presso l'Istituto Europeo di Design e comincia a lavorare come aiuto regista, per poi diventare regista pubblicitario: fra gli anni ottanta e i novanta realizza infatti un centinaio di spot pubblicitari, fra cui la serie di spot della Lavazza con il padre protagonista.
Dopo aver lavorato anche come aiuto regista teatrale, Manfredi crea, scrive e dirige la serie televisiva Un commissario a Roma (1993), che ottiene diversi riconoscimenti fra cui il Telegatto come migliore serie italiana, il premio come miglior regista tv e quello della critica radio-televisiva, curando in seguito la regia di vari serial e film tv, fra cui Meglio tardi che mai, Un posto tranquillo, Le ragioni del cuore, Questo amore, Matilde, Scusate il disturbo, Tutti i padri di Maria, L'ultimo papa re, ispirato al film In nome del Papa Re di Luigi Magni che vide il padre protagonista, le tre stagioni di Una pallottola nel cuore e In arte Nino, che narra la vita di suo padre - interpretato da Elio Germano - negli anni che vanno dalla sua formazione agli esordi (1939-1959) e la sua frequentazione con la futura moglie Erminia, presentato durante la decima edizione del Roma Fiction Fest e trasmesso in prima visione il 25 settembre 2017 su Rai 1, che poi ha vinto lo Zoom Film Festival di Igualada, in Spagna, come miglior sceneggiatura nella categoria fiction.
Ha poi realizzato un'altra fiction biografica: Permette? Alberto Sordi, con Edoardo Pesce, vincitore allo Zoom Film Festival in Spagna come miglior fiction del 2020, oltre al Cubo Festival del 2020 come miglior film tv dell'anno. I suoi lavori cinematografici sono stati un episodio del film Ottantametriquadri, presentato alla Mostra del Cinema di Venezia nel 1993, e Grazie di tutto (1998), con Massimo Ghini e Giulia Lazzarini ad affiancare il padre e l'ex-moglie, che ha vinto il premio del pubblico al Festival di Montpellier.
Come autore e regista, ha realizzato un documentario per La grande storia sul maestro e compositore di colonne sonore Armando Trovajoli, andato in onda nel settembre 2017 su Rai 3 per celebrare il centenario del musicista. Manfredi ha inoltre scritto la sceneggiatura del film La classe non è acqua e di alcuni episodi delle serie televisive Sotto il cielo dell'Africa e Don Matteo. Nel 2021 per il centenario della nascita del padre realizza il documentario Uno, nessuno, cento Nino vincitore nel 2022 della IV edizione del premio Raf Vallone.
Nel 2022/23 ha scritto con Dido Castelli il soggetto di Franca per realizzare un film biografico su Franca Valeri con la Tempesta Film di Carlo Cresto Dina, e il soggetto e la sceneggiatura per un film biografico da 100’ su Mario Riva e il Musichiere prodotto dalla I.T.C. Movie di Beppe Caschetto.
Nel 2023/24 ha curato l’adattamento e la regia della commedia Gente di facili costumi con Flavio Insinna e Giulia Fiume, che è andata in scena al Teatro Argentina di Roma.

### Vita privata
Ha due sorelle: Roberta e Giovanna.
Dalla relazione con Costanza Sansoni, restauratrice, ha avuto un figlio, Matteo. È stato sposato con Nancy Brilli, con la quale ha avuto un figlio, Francesco, nel 2000. Dalla seconda moglie, Michela Trevisan, ha avuto nel 2008, le gemelle Matilde e Margherita, chiamate spesso dal padre a recitare nei suoi film.
Si considera agnostico.

## Filmografia

### Cinema
- 80 mq - Ottantametriquadri, episodio Buon compleanno, Gianmaria (1993)
- Grazie di tutto (1997)

### Televisione
- Un commissario a Roma – serie TV, 5 episodi (1993)
- Meglio tardi che mai – film TV (1999)
- Le ragioni del cuore – miniserie TV (2002)
- Un posto tranquillo – miniserie TV (2003)
- Questo amore – miniserie TV (2004)
- Matilde – film TV (2005)
- Scusate il disturbo – miniserie TV (2009)
- Tutti i padri di Maria – miniserie TV (2010)
- Un cuore matto – miniserie TV (2013)
- L'ultimo papa re – miniserie TV (2013)
- In arte Nino – film TV (2017)
- Una pallottola nel cuore – serie TV, 8 episodi (2014-2018)
- Permette? Alberto Sordi – film TV (2020)
- Uno, nessuno, cento Nino – documentario TV (2021)
- Com'è umano lui! – film TV (2024)

## Teatro
- Gente di facili costumi, di Nino Marino e Nino Manfredi, con Flavio Insinna (2023)

## Opere
- Un friccico ner core. I 100 volti di mio padre Nino, Roma, Rai Libri, 2021, ISBN 978-88-397-1814-3.